# ロゴナンバー
ロゴナンバー (logonumber) は、数字の記憶術であり、その概念である。
現在、日本で使用されている電話機のキーパッドの数字部分に付記されているアルファベットは、国際電気通信連合 (ITU) が定めた国際統一規格に沿っている。この規格は本来、電話番号を記憶するために考えられたものであり、米国では1930年代の電話機から現在のデジタル電話へと受け継がれている。これに着目したthousand miles, inc.（本社：ニューヨーク）が、日本にも普及させるべく名付けたのが「ロゴナンバー」という概念であった。日本においては語呂合わせで数字を覚える習慣はあるが、語呂は完全でなく応用も効かない。しかし、ロゴナンバーは、全てのアルファベットと日本語に対応できる。語呂ではなく「ロゴ」つまり、ギリシャ語のロゴス（LOGOS：言葉）をナンバーにするという意味で名付けた。米国では、トールフリー（フリー・ダイヤル）の93%にロゴナンバーが使われており、電話番号を社名やサービス名などのアルファベットで表示することにより、電話をかけたいときにかけられる環境が整っている。